# Stoeberia carpii
Stoeberia carpii är en isörtsväxtart som beskrevs av Hans Christian Friedrich. Stoeberia carpii ingår i släktet Stoeberia och familjen isörtsväxter. Inga underarter finns listade i Catalogue of Life.